# ژیریتسکی (دهانه)
ژیریتسکی یک دهانه برخوردی در ماه است.

## دهانه‌های اقماری
این دهانه ۲ دهانه اقماری دارد.
| Zhiritskiy | عرض جغرافیایی | طول جغرافیایی | قطر          |
| ---------- | ------------- | ------------- | ------------ |
| Z          | ۲۳٫۲° S       | ۱۲۰٫۴° E      | ۲۲٫۰ کیلومتر |
| F          | ۲۴٫۹° S       | ۱۲۱٫۶° E      | ۷۵٫۰ کیلومتر |